# Флаг Вологды
Флаг муниципального образования «Город Во́логда» Вологодской области Российской Федерации является, наряду с гербом, символом города.
Ныне действующий флаг утверждён 19 июня 2003 года и внесён в Государственный геральдический регистр Российской Федерации с присвоением регистрационного номера 1206.

## Описание
«Флаг города Вологды представляет собой прямоугольное полотнище красного цвета с отношением ширины к длине 2:3, с двухсторонним изображением выходящей из серебряного (белого) облака руки в золотом одеянии, держащей золотую державу и серебряный меч с золотым эфесом».

## История
Первый флаг города был утверждён 10 октября 1996 года решением Президиума Совета самоуправления города Вологды № 96 «О Флаге города Вологды». Описание флага, приведённое в положении о флаге города Вологды, гласило:

Флаг города Вологды представляет собой прямоугольное полотнище с отношением ширины к длине 2:3, красного цвета, с двусторонним изображением в центре флага щитка с гербом города Вологды: «В червлёном (красном) поле из серебряных (белых) облаков слева выходящая десница в золотом (жёлтом) одеянии, держащая золотую (жёлтую) державу и серебряный (белый) меч с золотым (жёлтым) эфесом, положенный на правую перевязь».

22 февраля 2001 года, решением Вологодской городской думы № 275, было признано утратившим силу решение Президиума Совета самоуправления города Вологды от 14 ноября 1996 года № 120 «Об утверждении Положения о флаге города Вологды» и утверждено новое положение о флаге города. Рисунок и описание флага были оставлены без изменений.
19 июня 2003 года, принимая во внимание рекомендации Геральдического совета при Президенте Российской Федерации от 28 сентября 2000 года № А23-2-278 и от 14 апреля 2003 года № А23-2-20/К, решением Вологодской городской Думы № 621, было признано утратившим силу решение Президиума Совета самоуправления города Вологды от 10 октября 1996 года № 96 «О Флаге города Вологды» и утверждён ныне действующий флаг и его описание.
Рисунок флага и «Положение о флаге города Вологды» доступны для ознакомления в Вологодском государственном историко-архитектурном и художественном музее-заповеднике в постоянной экспозиции.